# کتابخانه بیزل مموریال

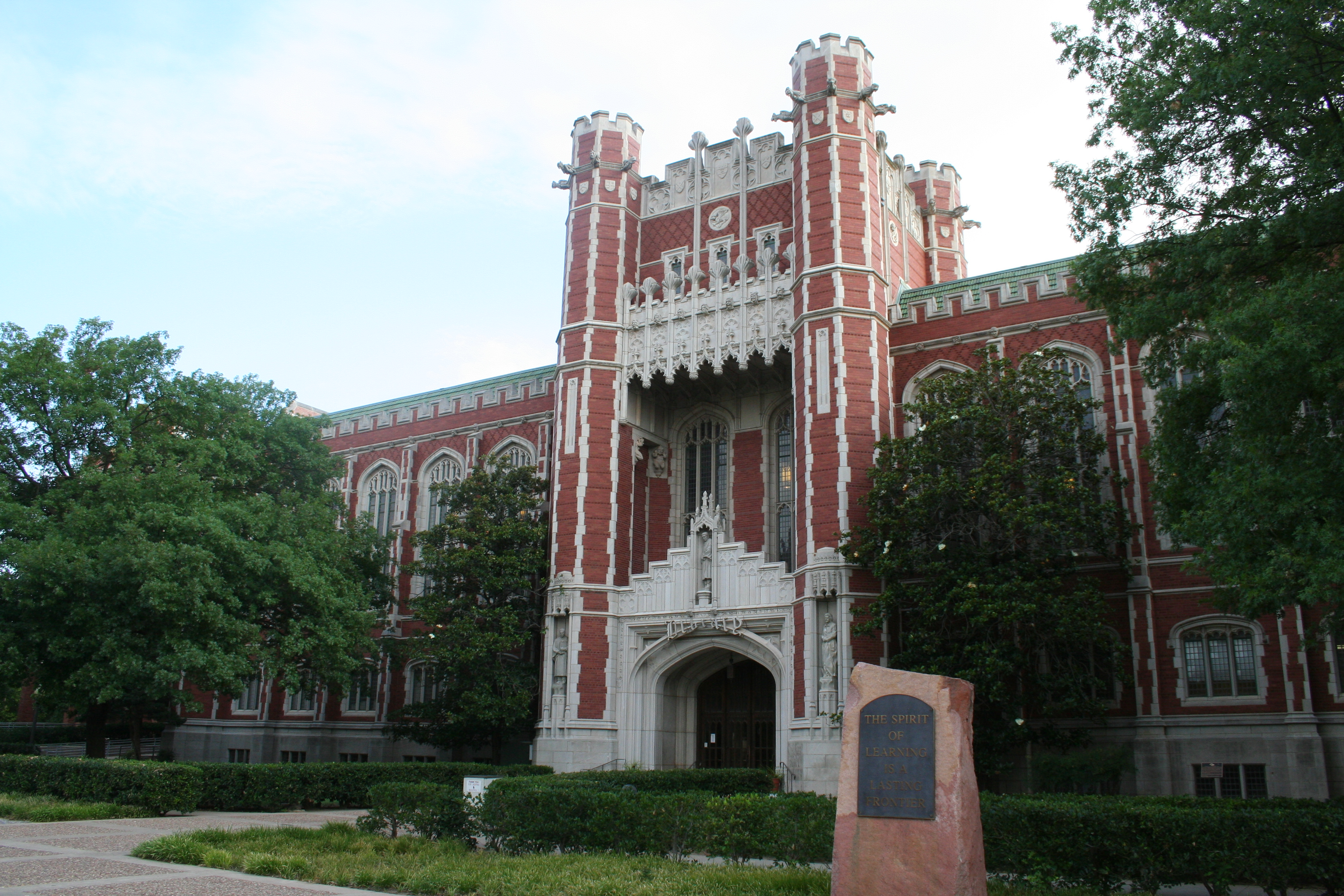

کتابخانه بیزل مموریال، دانشگاه اکلاهما (به انگلیسی: Bizzell Library, University of Oklahoma) نام کتابخانه مرکزی دانشگاه اکلاهما است.
سامانه این کتابخانه با بیش از پنج میلیون عنوان کتاب در زمره بزرگ‌ترین مخازن کتاب ایالات متحده آمریکا محسوب می‌شود.
ساختمان کتابخانه در فهرست آثار ملی تاریخی آمریکا قرار دارد.